# Premi Feroz al millor tràiler
El Premi Feroz al millor tràiler és un premi cinematogràfic atorgat anualment des de 2014 per l'Associació d'Informadors Cinematogràfics d'Espanya.

## Guanyadors i nominats
| Edició | Any  | Guanyador                                     | Nominats |
| ------ | ---- | --------------------------------------------- | --- |
| I      | 2014 | (Empat) Los amantes pasajeros Gente en sitios | - 3 bodas de más - Las brujas de Zugarramurdi - Caníbal                                                                                                  |
| II     | 2015 | La isla mínima                                | - 10.000 km - Ocho apellidos vascos - Carmina y amén - Magical Girl                                                                                      |
| III    | 2016 | La novia                                      | - Anacleto: Agent secret - El desconocido - Mi gran noche - Requisitos para ser una persona normal                                                       |
| IV     | 2017 | Kiki, el amor se hace (tràiler final)         | - El hombre de las mil caras (tràiler final) - Julieta (tràiler final) - Un monstre em ve a veure (tràiler final) - Que Dios nos perdone (tràiler final) |
| V      | 2018 | La llamada                                    | - El autor - El bar - Pieles - Estiu 1993 - Verónica |
| VI     | 2019 | Quien te cantará                              | - Carmen y Lola - Todos lo saben - El reino - Campeones                                                                                                  |
| VII    | 2020 | Adiós                                         | - Dolor y gloria - El hoyo - O que arde - Mientras dure la guerra                                                                                        |
| VIII   | 2021 | Historias lamentables                         | - Akelarre - la boda de Rosa - Explota explota - Las niñas                                                                                               |